# Championnat de France masculin de kin-ball 2006-2007
Le championnat se déroule sur six journées : deux à Rennes, deux à Angers, une à Moncontour et une à Quintin avec deux rencontres à chaque fois.
Le Angers 1 remporte le championnat de France 2006-2007 devant Rennes 1 et Angers 2. 
| Classement  | Équipe      | Total |
| ----------- | ----------- | ----- |
| 1er         | Angers 1    | 85    |
| 2e ex aequo | Rennes 1    | 65    |
| 2e ex æquo  | Angers 2    | 65    |
| 4e          | Rennes 2    | 63    |
| 5e          | Montcontour | 58    |
| 6e          | Quintin     | 56    |

## Équipe championne
Le SCO Kinball remporte le championnat. Parmi les vainqueurs, on note la présence de Jonathan Devault, champion du monde avec le Canada, d'Armel Pineau, de Laurent Domeau, de Steve Gauttier, de Johann Moreau et de J-C Gorce.